# Arroyo Colorado, Chiconquiaco
Arroyo Colorado är en ort i Mexiko.   Den ligger i kommunen Chiconquiaco och delstaten Veracruz, i den sydöstra delen av landet, 250 km öster om huvudstaden Mexico City. Arroyo Colorado ligger 1 321 meter över havet och antalet invånare är 166.
Terrängen runt Arroyo Colorado är bergig norrut, men söderut är den kuperad. Runt Arroyo Colorado är det ganska tätbefolkat, med 93 invånare per kvadratkilometer. Närmaste större samhälle är Misantla, 18,6 km nordväst om Arroyo Colorado. I omgivningarna runt Arroyo Colorado växer i huvudsak städsegrön lövskog.